# Олександр Карагеоргієвич (кронпринц Югославії)

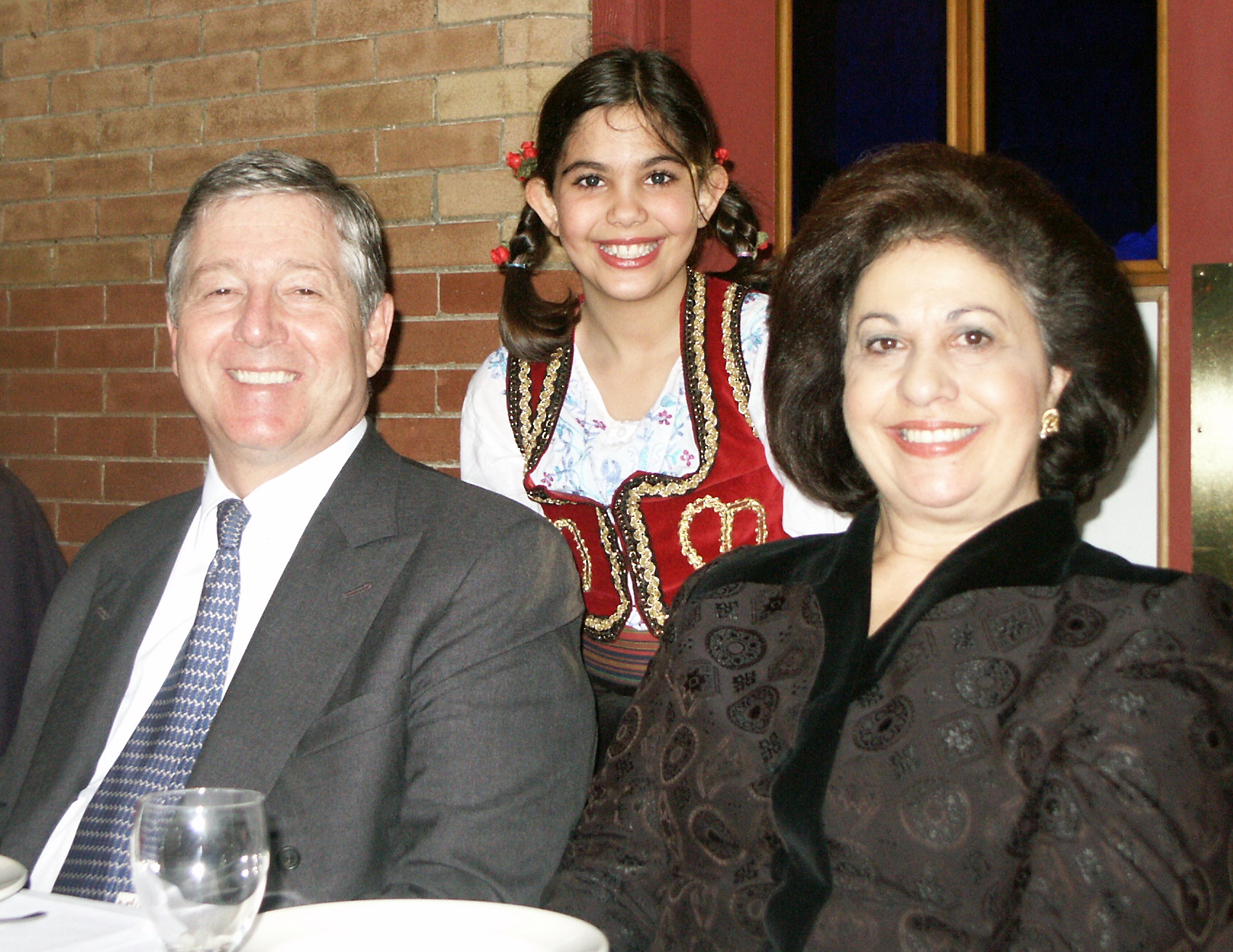
Принц Олександр зі своєю дружиною принцесою Кетрін

Олександр Карагеоргієвич (серб. Александар Карађорђевић; Олександр II (формально); нар. 17 липня 1945, Лондон) — титулярний король Сербії, єдиний син останнього короля Югославії Петра II.
На сьогодні він є главою Дому Карагеоргієвичів. Єдина дитина в сім'ї колишнього короля Петра II і його дружини Олександри Грецької. Він законно носив титул «кронпринц Олександр» в Югославії протягом перших чотирьох з половиною місяців його життя, з 17 липня 1945 року (його народження) до приходу комуністичної влади в кінці листопада того ж року.
Олександр народився і виріс в Сполученому Королівстві, він підтримує тісні стосунки зі своїми родичами в британській королівській сім'ї. Олександр II відомий своєю підтримкою монархізму і активною громадською діяльністю. Його хрещеним батьком був король Великої Британії Георг VI, а хрещеною матір'ю — його старша дочка Єлизавета II. Король Великої Британії Чарльз III є його троюрідним братом.

## Статус при народженні
Під час Другої світової війни король Петро II покинув свою країну, щоб створити уряд у вигнанні. Він покинув Югославію в квітні 1941 року й прибув у Лондон у червні того ж року. Королівські югославські збройні сили капітулювали.
29 листопада 1943 року АВНВЮ оголосило про створення суверенного комуністичного уряду Югославії та заявило про намір відібрати у королівської родини всі законні права.

Королівський штандарт кронпринца

У 1947 році всю родину Олександра, за винятком його дядька принца Георгія, було позбавлено громадянства Югославії, а все їхнє майно було конфісковано.

## Народження та дитинство
Олександр народився в Лондоні в готельному номері. Британський уряд визнав кімнату, в якій народився кронпринц, територією Югославії.
Він був хрещений у Вестмінстерському абатстві. Його хресними були король Георг VI і принцеса Єлезавета (королева Єлезавета II). Він був єдиною дитиною короля Петра II та королеви Олександри, і єдиний внук грецького короля Олександра і його дружини Аспасії Манос.
Батьки Олександра були не в змозі піклуватися про нього, через проблеми зі здоров'ям та скрутним фінансовим станом, тому Олександр був вихований його бабусею по материнській лінії. Він здобув освіту в приватній школі в Швейцарії (Institut Le Rosey), військовій академії, був курсантом у школі (Millfield and Mons) і продовжив кар'єру в британській армії.

## Військова служба
Кронпринц Олександр закінчив Британську Королівську військову академію і в 1966 році став офіцером в британській армії. Він служив у 16-й / 5-й гвардії королеви, дослужившись до звання капітана. Він служив в Західній Німеччині, Італії, на Близькому Сході і в Північній Ірландії. Після виходу з армії в 1972 році, кронпринц Олександр II, який говорить на декількох мовах, продовжив кар'єру в міжнародному бізнесі.

## Особисте життя
1 липня 1972 року недалеко від Севільї в Іспанії, він одружився з принцесою Марією де Глорія. У них було три сини.
Принц Петро (народився 5 лютого 1980)
Двійнята принци Філіп та Олександр (народилися 15 січня 1982).
Будучи одруженим з католичкою, Олександр втратив своє місце в лінії успадкування британського престолу, яку він займав як нащадок королеви Вікторії через її другого сина Альфреда, хоча позбавлення прав успадкування на підставі шлюбу з католичкою було заднім числом анульовано у 2015 році. Олександр також походять від старшої дочки королеви Вікторії— Вікторії. Його сини залишаються в лінії успадкування британського престолу.
Олександр і Марія да Глорія розлучилися в 1985 році.
Він одружився вдруге з Кетрін Клейрі Батіс, дочкою Роберта Батіса та Анни Дості. Офіційно цей шлюб зареєстровано 20 вересня 1985 року. Наступного дня вони повінчалися в сербському православному соборі Святого Сави в Лондоні. З того моменту вона відома як принцеса Кетрін.

## Повернення до Югославії
27 лютого 2001 року парламент Союзної Республіки Югославія прийняв закон, що надає громадянство членам сім'ї Карагеоргієвичів.
Законодавство Югославії також розглядало відшкодування майна в родині Карагеоргієвичів. У березні 2001 майно, вилучене в його сім'ї, у тому числі королівські палаци, були повернуті.
Тепер Олександр II живе в Королівському Палаці (Kraljevski Dvor) в Дедіно (район Белграда). Будівництво палацу було закінчене в 1929 році, і він є одним з двох королівських резиденцій, другий Білий Палац, був добудований в 1936 році.

## Віра в конституційну монархію
Олександр є прихильником повторного створення конституційної монархії в Сербії й бачить себе законним королем. Він вважає, що монархія дасть країні «стабільність, спадкоємність і єдність».
Було створено ряд політичних партій та організацій підтримки конституційної парламентської монархії в Сербії. Сербська православна церква відкрито підтримала відновлення монархії. Колишнього прем'єр-міністра Сербії Зорана Джинджича часто бачили в компанії титулярного короля та його родини, він підтримував їхні кампанії та проєкти, хоча його Демократична партія ніколи публічно не підтримувала відновлення монархії.
Титулярний король Олександр II пообіцяв залишатися поза політикою та займатись переважно громадською діяльністю.
11 травня 2006 року він улаштував у Королівському палаці прийом для делегатів, які брали участь у саміті з Сербії та Чорногорії. На прийомі були присутні посли та дипломати зі Словенії, Польщі, Бразилії, Японії, США й Австрії, а також голова Національного банку Сербії. Пізніше він виступив із промовою перед прем'єр-міністром Сербії Воїславом Коштуницею та прем'єр-міністром Чорногорії Мило Джукановичем. У своїй промові він говорив про перспективи членства Сербії в Європейському Союзі.
Монархістську пропозицію про нову сербську конституцію було оприлюднено разом з іншими пропозиціями. Документ, затверджений у жовтні 2006 року, є республіканським. Сербський народ не мав можливості проголосувати за систему управління.
Олександр підняв питання про відновлення монархії відразу ж після голосування. У прес-релізі, оприлюдненому 24 травня 2006 року, він заявив: «Було офіційно підтверджено, що жителі Чорногорії проголосували за незалежність. Мені сумно, але я бажаю нашим братам демократії та щастя. Народ Чорногорії — наші брати й сестри. Я твердо вірю в Королівство Сербію. У часи правління мого прадіда короля Петра I ми були гордою, шанованою та щасливою країною. Таким чином, ми можемо зробити це!»
Король вище повсякденної політики, він є хранителем національної єдності, політичної стабільності та наступності держави. У конституційних парламентських монархіях король є захисником громадських інтересів: немає нічого особистого, найважливішими є інтереси Сербії.
«Я готовий відповісти всім нашим політикам: ми повинні працювати разом для спільного блага Сербії й дружити в ім'я майбутнього нашої країни. Я звертаюся до безперервного політичного сперечання, поділу й аргументів. Я звертаюся до зрілої демократичної дискусії в інтересах Сербії. Сербія повинна мати чіткі та реалістичні цілі.»

## Нагороди

### З 1970 року Великий магістр династичних нагород Сербського Королівського Дому
- Орден святого князя Лазаря
- Орден зірки Карагеоргія
- Орден Білого орла (Сербія)
- Орден Югославської корони
- Орден Святого Сави

### Іноземні нагороди
- Кавалер Великого хреста Ордена Святих Маврикія і Лазаря
- Кавалери Великого Хреста ордена Корони Італії Кавалер Великого Хреста ордена Корони Італії

- Кавалер Великого хреста Ордена Непорочного зачаття Діви Марії (1972 рік)
- Кавалер Великого хреста Імператорського Ордена Петра I (1972 рік)
- Кавалер Великого хреста Імператорського Ордена Рози (1972 рік)
- Кавалер Ордена Святого Янурія
- Бальї-кавалер Великого хреста з ланцюгом по праву Костянтинівського Ордена Святого Георгія (1984 рік, Королівський Будинок Обох Сицилій)
- Бальї-кавалер Великого хреста честі і відданості Суверенного Мальтійського ордена
- Кавалер Великого хреста Ордена Заслуг pro Merito Melitensi
- Пам'ятна медаль весілля кронпринцеси Вікторії і пана Даніеля Вестлінга (19 червня 2010 року, Швеція)
- Командор Ордена Почесного легіону (2015 рік, Франція)
- Пам'ятна медаль до 70-річчя короля Швеції Карла XVI Густава (Flag of Sweden.svg Швеція 30 квітня 2016)

### Конфесійні нагороди
- Великий хрест Ордена Святого Гробу Господнього (1999 рік, Єрусалимська Православна Церква)
- Орден Святого Сави 1-го ступеня (Сербська Православна Церква)
- Орден Святих архангелів Михаїла та Гавриїла (Іеріссоська, Святої Гори і Ардамеріонська митрополія, Елладська Православна Церква)
- Орден Святого царя Костянтина (2013 рік, Сербська Православна Церква)
- Орден Святого князя Лазаря (Рашсько-Призренська єпархія, Сербська Православна Церква)
- Орден Святого Миколи Сербського (Шабацька єпархія, Сербська Православна Церква)